# 天主教莫比爾總教區
天主教莫比爾總教區（拉丁語：Archidioecesis Mobiliensis）是美國一個羅馬天主教教省總教區，也是該國三十二個總教區之一。
總教區管轄阿拉巴馬州南部廿八縣，並轄三個教區，面積為59,467平方公里。總教區於2004年時有教友65,588人（佔轄區總人口百分之四）、七十六個堂區和133名司鐸。
現任總主教為多默·若望·羅迪，榮休總主教為奧斯卡·優爾·利普斯肯布。
教宗良十二世於1825年8月29日設立阿拉巴馬暨佛羅里達宗座代牧區。莫比爾教區於1829年5月15日成立，1954年7月9日易名為莫比爾-伯明翰教區，1969年6月28日恢復原名。教區於1980年11月16日升為總教區。